# Bohlen-Pierce-schaal
De Bohlen-Pierce-schaal (BP-toonschaal) is een microtonale toonschaal die niet gebaseerd is op de gangbare verdeling in octaven. Deze toonladder is onafhankelijk van elkaar beschreven door Heinz Bohlen, Kees van Prooijen en John Pierce. Pierce, die zijn ontdekking met Max Mathews en anderen, in 1984 publiceerde, hernoemde de ladder tot Bohlen-Pierce-toonladder, nadat hij ontdekte dat Bohlen hem voor was.
In tegenstelling tot de diatonische toonladders, waarin zowel even als oneven verhoudingen voorkomen, zijn de intervallen op de BP-toonschaal gebaseerd op frequentieverhoudingen met oneven getallen 3, 5 en 7. Daarom bevat de toonschaal consonante intervallen die gebaseerd zijn op de harmonische boventonen met frequenties 3, 5, 7 en 9 maal de grondfrequentie. De belangrijke rol van het octaaf (2:1) in de gebruikelijke toonladders, wordt in de BP-schaal vervangen door de reine duodecime, octaaf plus kwint (uit het tweede octaaf) (verhouding 3:1). In de BP-schaal wordt deze toon aangeduid als het tritaaf. De schaal verdeelt daarmee het totale interval van één toonladder over anderhalf octaaf.
Zoals in de diatonische ladders het octaaf bij elk interval terugkeert, zo keert ook het tritaaf bij de BP-schaal terug. 
Bij het octavensysteem is de reeks vanuit A2:
- 110Hz - 220 Hz - 440 Hz - 880 Hz - 1760 Hz - 3320 Hz - etc.

Bij de BP-verdeling is de reeks vanuit A2:
- 110 Hz - 330 Hz - 990 Hz - 2970 Hz - etc.

Een ladder die een of meer tritaven hoger ligt wordt als equivalent met de oorspronkelijke ladder beschouwd. Het akkoord met de verhoudingen 3:5:7 speelt min of meer dezelfde rol als het majeurakkoord in de diatoniek met de verhoudingen 4:5:6.
Met behulp van de onderstaande exacte verhoudingen kan een diatonische Bohlen-Piercetoon-schaal geconstrueerd worden.
|       | C   | C   | D     | D     | E   | E   | F   | F   | G   | G   | H   | H   | J    | J    | A   | A   | B    | B    | C   | C   |
| Ratio | 1/1 | 1/1 | 25/21 | 25/21 | 9/7 | 9/7 | 7/5 | 7/5 | 5/3 | 5/3 | 9/5 | 9/5 | 15/7 | 15/7 | 7/3 | 7/3 | 25/9 | 25/9 | 3/1 | 3/1 |
| Stap  |     | T   | T     | s     | s   | s   | s   | T   | T   | s   | s   | T   | T    | s    | s   | T   | T    | s    | s   |     |

## Symposium
Het eerste Bohlen-Pierce symposium vond plaats in Boston op 7-9 maart 2010, geproduceerd door de componist Georg Hajdu (Hochschule für Musik und Theater Hamburg) en de Boston Microtonal Society.  Ondersteunende organisaties waren het Boston Goethe Institute, het Berklee College of Music, de North-Eastern University en het New England Conservatory of Music. De symposiumdeelnemers stelden 20 bijdragen over de geschiedenis en de eigenschappen van de Bohlen-Pierce-schaal voor, voerden meer dan 40 composities in het nieuwe systeem uit, en introduceerden een aantal nieuwe muziekinstrumenten.